# الجبل (كولورادو)
ال‌جبل كلرادو (بالإنجليزية: El Jebel)‏ هي منطقة سكانية تقع في الولايات المتحدة في مقاطعة إيغل، كولورادو. يقدر عدد سكانها بـ 3,801 نسمة ومساحتها 17.4 كم2 وترتفع عن سطح البحر 1,976 متر.

## المناخ
يظهر الجدول التالي التغييرات المناخية على مدار السنة لالجبل:
| البيانات المناخية لـالجبل         | البيانات المناخية لـالجبل | البيانات المناخية لـالجبل | البيانات المناخية لـالجبل | البيانات المناخية لـالجبل | البيانات المناخية لـالجبل | البيانات المناخية لـالجبل | البيانات المناخية لـالجبل | البيانات المناخية لـالجبل | البيانات المناخية لـالجبل | البيانات المناخية لـالجبل | البيانات المناخية لـالجبل | البيانات المناخية لـالجبل | البيانات المناخية لـالجبل |
| الشهر                             | يناير                     | فبراير                    | مارس                      | أبريل                     | مايو                      | يونيو                     | يوليو                     | أغسطس                     | سبتمبر                    | أكتوبر                    | نوفمبر                    | ديسمبر                    | المعدل السنوي             |
| --------------------------------- | ------------------------- | ------------------------- | ------------------------- | ------------------------- | ------------------------- | ------------------------- | ------------------------- | ------------------------- | ------------------------- | ------------------------- | ------------------------- | ------------------------- | ------------------------- |
| متوسط درجة الحرارة الكبرى °م (°ف) | 1 (33)                    | 4 (39)                    | 9 (48)                    | 14 (58)                   | 21 (69)                   | 26 (78)                   | 30 (86)                   | 28 (83)                   | 24 (75)                   | 17 (63)                   | 8 (47)                    | 1 (34)                    | 16 (60)                   |
| متوسط درجة الحرارة الصغرى °م (°ف) | −9 (15)                   | −7 (20)                   | −3 (27)                   | 2 (35)                    | 6 (43)                    | 10 (50)                   | 14 (58)                   | 13 (56)                   | 9 (48)                    | 3 (38)                    | −3 (27)                   | −8 (18)                   | 2 (36)                    |
| الهطول مم (إنش)                   | 43 (1.7)                  | 38 (1.5)                  | 43 (1.7)                  | 53 (2.1)                  | 43 (1.7)                  | 30 (1.2)                  | 30 (1.2)                  | 43 (1.7)                  | 43 (1.7)                  | 46 (1.8)                  | 41 (1.6)                  | 41 (1.6)                  | 500 (19.5)                |
| المصدر: Weatherbase               |                           |                           |                           |                           |                           |                           |                           |                           |                           |                           |                           |                           |                           |